# .ls
.ls es el dominio de nivel superior geográfico (ccTLD) para Lesoto.